# Нкрума, Кваме
Фрэнсис Нвиа Кофи Ква́ме Нкру́ма, (англ. Francis Nwia Kofie Kwame Nkrumah; 21 сентября 1909, деревня Нкрофул, юго-запад Золотого Берега, ныне Гана — 27 апреля 1972, Бухарест, Румыния) — ганский философ, социолог и политолог; первый премьер-министр (1957—1960) и первый президент (1960—1966) независимой Ганы. Фельдмаршал (1965).

## Биография

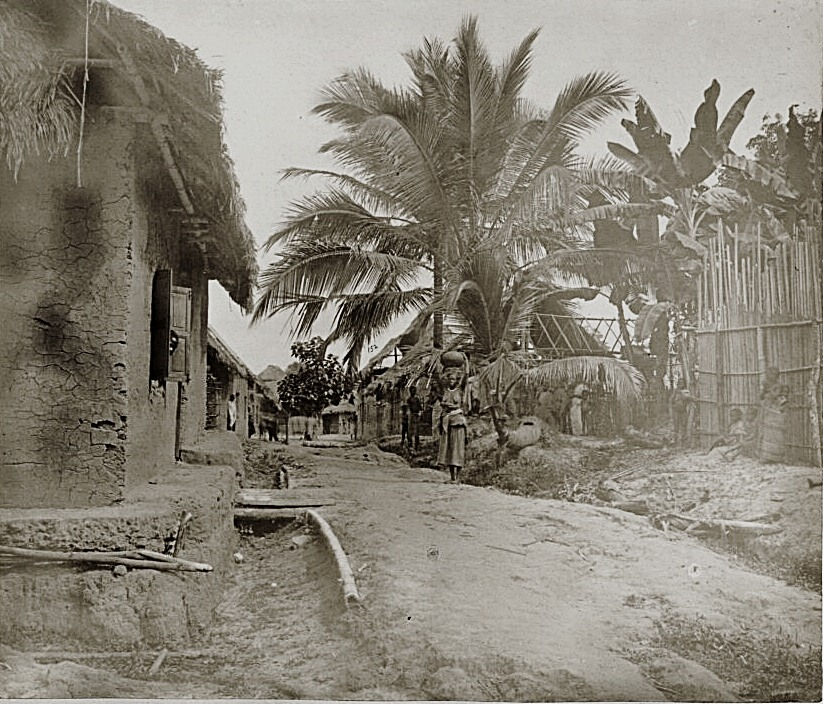
Типичная западноафриканская деревня Западного района Ганы первой половины XX века — глинобитные и плетёные хижины, бамбуковые изгороди

Родился 21 сентября 1909 года в деревне Нкрофул (современный район Западное Аханти в Западной области). По традиции, принятой у акан, ребёнку дали имя в соответствии с днём недели, в который он родился, — Кваме (суббота). По этнической принадлежности — нзима, отец и мать были из одного племени, но из разных кланов: отец — из клана азона, мать — из клана анона. В силу того, что у нзима наследование передаётся по материнской линии, Кваме принадлежал клану матери. По происхождению, Кваме мог претендовать на троны вождей двух племён — нсаэум и дадьессо. При рождении был крещён по обряду римско-католической церкви. Родился в семье ремесленника-ювелира, занимающегося чеканкой. Был единственным сыном своей матери, однако у его отца были дети от других жён (всего в семье было четырнадцать человек). Вместе с матерью жил в Нкрофуле до трёх лет, после чего они переехали к отцу, который работал в Халф-Асини.

### Обучение на родине

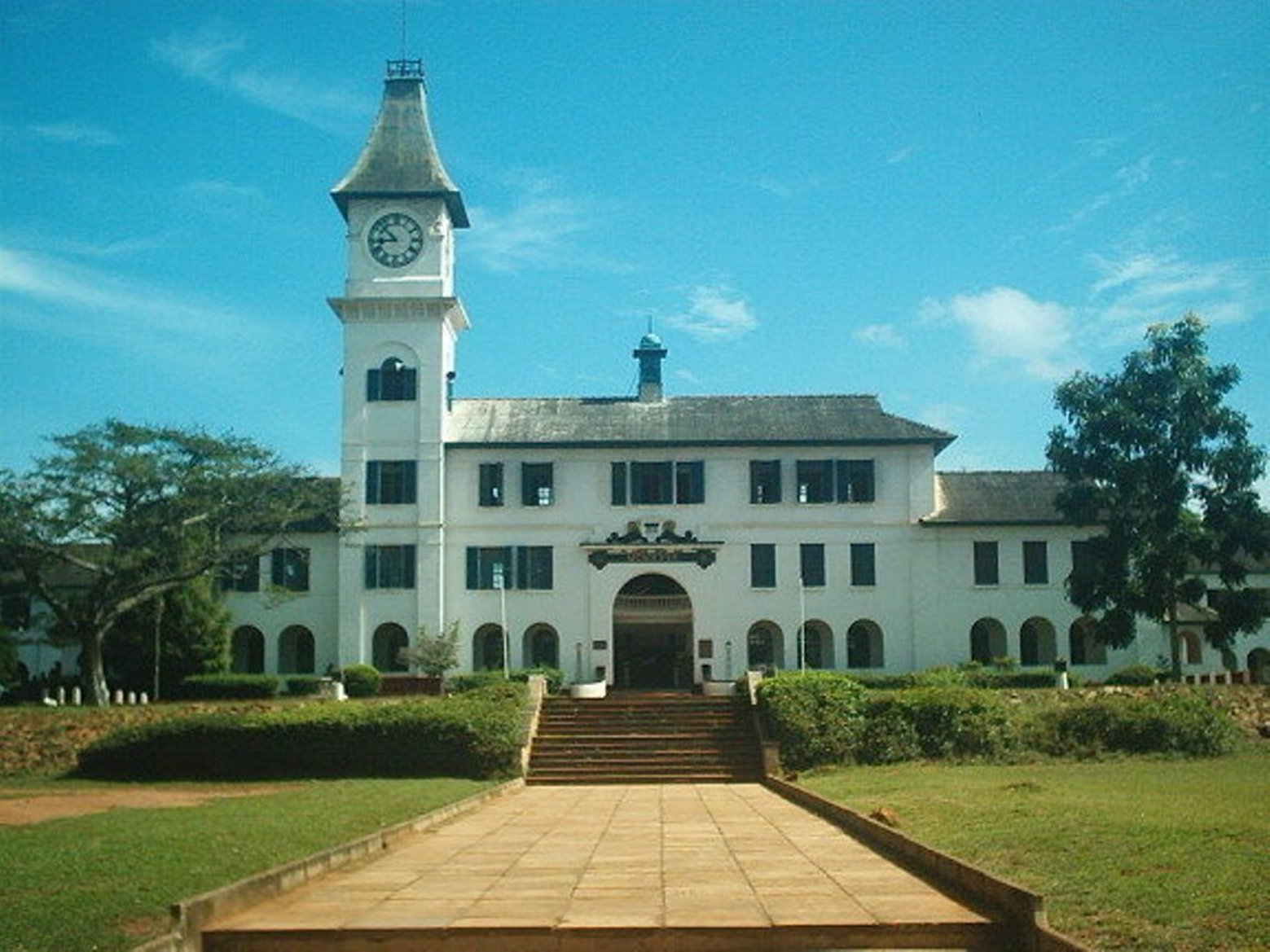
Здание колледжа принца Уэльского в Ачимоте

В Халф-Асини он пошёл в местную католическую миссионерскую школу. Обучение было платным, и не все родители отдавали своих детей учиться, но мать Кваме настояла на этом. Школа была очень бедной, занятия проходили в одной комнате, все классы занимались по очереди. В школе применялись телесные наказания. В детстве Кваме был религиозен, посещал церковь и прислуживал при мессах.
В школе он проучился восемь лет, после чего там же стал преподавателем. В 1926 году его заметил ректор Педагогического колледжа из Аккры. Это стало поворотным моментом в жизни Кваме — из провинциального городка он попал в крупнейший город страны, её политический и культурный центр. Несмотря на сложности, Кваме решил не бросать учёбу. В этом же году у него умер отец, и большая семья распалась.
В 1927 году в Ачимоте, городе близ Аккры, открылся Колледж принца Уэльского. Основателями колледжа были сэр Гордон Гаггисберг, губернатор Золотого Берега, Джеймс Эмман Квегиир Аггрей, известный миссионер и учитель, и преподобный Александр Фрейзер. При поддержке принца Уэльского колледж стал самым просвещённым образовательным учреждением в стране. Квегиир Аггрей, сам местный уроженец, добился того, что преподавать в колледже могли и африканцы, а не только европейцы. Колледж обучал детей с шести лет, и в нём разрешалось учиться как мальчикам, так и девочкам. В отличие от прежних миссионерских учебных заведений колледж допускал свободное обучение религии. В будущем выпускниками колледжа становились такие знаменитые деятели Ганы как Эдвард Акуфо-Аддо, Джерри Ролингс и другие. Первым африканцем среди преподавателей колледжа стал сам Квегиир Аггрей, и его личность произвела сильное впечатление на Кваме, пробудив в нём «чувство национализма». Едва сводя концы с концами, Кваме продолжал обучение и на примере Аггрея начал мечтать об учёбе за границей.
В 1928 году Педагогический колледж был объединён с колледжем принца Уэльского, и Кваме стал одним из первых, кого готовили к преподавательской деятельности в Ачимоте. Он изучал начала высшей математики, введение в латынь, участвовал в спектаклях. Вместе с друзьями по учёбе занимался игрой на народных инструментах. В последний год обучения Кваме назначили префектом (старшим учеником в школе, следящим за дисциплиной), в это же время он начал интересоваться ораторским искусством.
В 1930 году Кваме окончил обучение, и его пригласили на должность преподавателя римско-католической начальной школы в Эльмине. Работая учителем, Кваме делал попытки организовать в Эльмине Ассоциацию учителей. Через год его назначили директором школы в Аксиме. В Аксиме он начал готовиться к экзаменам в Лондонский университет, однако провалил их. Здесь же он впервые встретился с С. Р. Вудом, секретарём Национального конгресса Британской Западной Африки, который познакомил Кваме с политикой и поддержал его идею поехать в Америку.
Через два года Кваме перешёл преподавать в римско-католическую семинарию в Амиссано, около Эльмины. В её стенах он всерьёз задумывался над тем, чтобы стать членом ордена иезуитов и посвятить себя служению Богу. Однако желание учиться дальше одержало вверх, и Кваме начал предпринимать усилия для того, чтобы оказаться в Америке.

### Обучение за границей

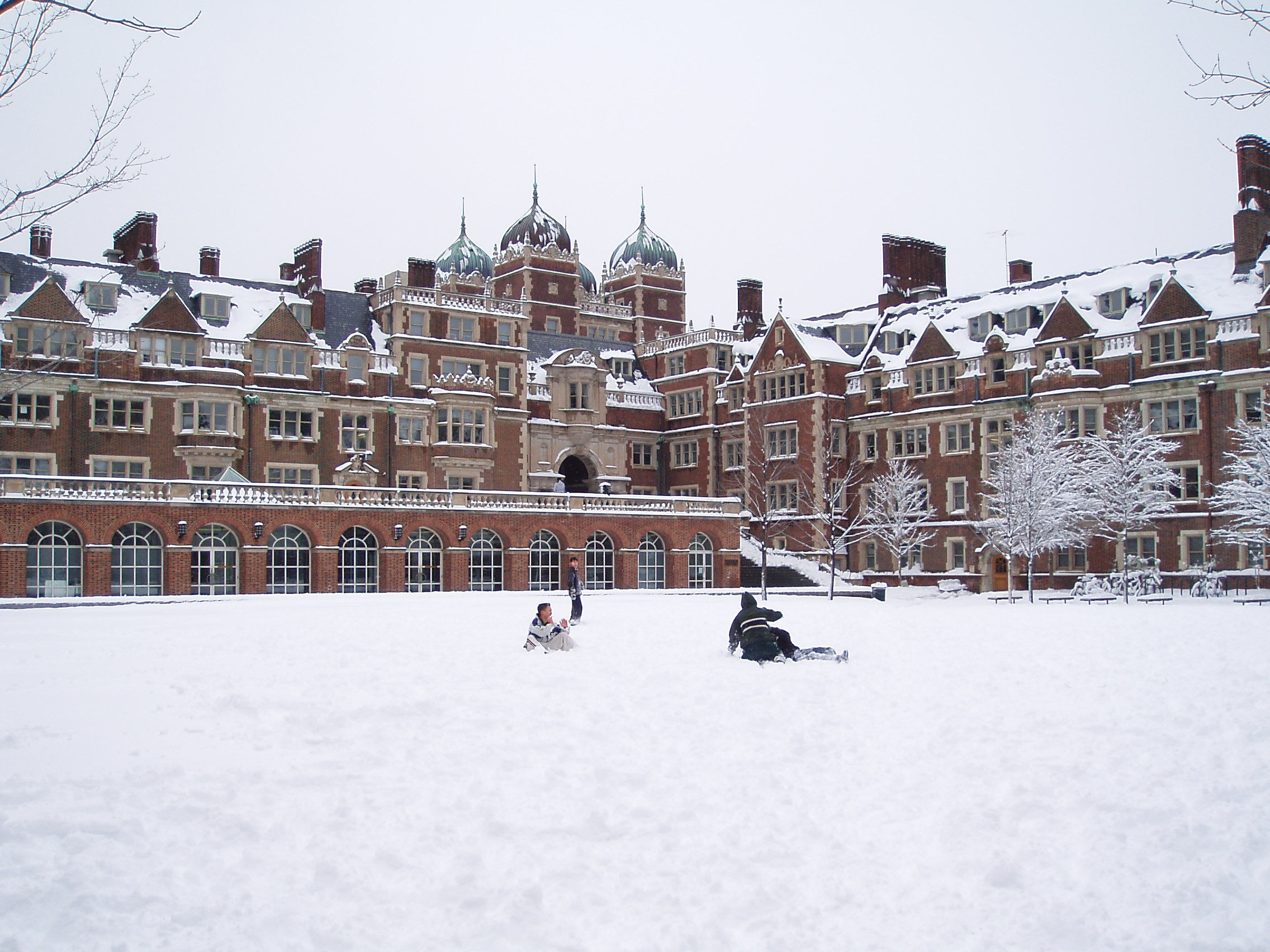
Пенсильванский университет

Кваме подал заявление в Университет Линкольна в Пенсильвании и получил положительный ответ. Университет Линкольна был одним из первых учебных заведений в Соединённых Штатах, который позволял афроамериканцам получить высшее образование. Но, чтобы оказаться в Америке, сначала требовалось добраться до Англии и получить визу, так как американских посольств на Золотом Берегу не было. На все эти поездки требовались деньги. Для того чтобы их раздобыть, Кваме добирается безбилетником на пароходе в Лагос, где жил один из его родственников, и тот согласился ему помочь. Кваме отправляется в Лондон, откуда едет в США и прибывает туда в конце октября 1935 года, опоздав на два месяца к началу курса.
Ограниченный в средствах, студент старался хорошо учиться, чтобы получать стипендию, которая могла частично покрыть его затраты. Однако приходилось и подрабатывать: Кваме работал ассистентом в библиотеке, официантом в столовой, писал за вознаграждение учебные доклады для других студентов, торговал рыбой, работал на мыловаренной фабрике. Во время летних каникул Кваме подрабатывал на морских судах дальнего плавания, пока не началась война. Окончив заведение в 1939 году, он получает степень бакалавра экономики, социологии и богословия. Кваме хотел продолжить обучение на факультете журналистики Колумбийского университета, однако для этого у него не было средств. Более того, у него остался долг в своей альма-матер. В силу этого он был вынужден принять предложение остаться в университете Линкольна на должности ассистента лектора по философии.
Одновременно с преподаванием Кваме продолжил образование. Его приняли в богословскую семинарию Университета Линкольна, он слушал курсы лекций в Пенсильванском университете по философии и педагогике. Кваме читал много проповедей в церквях, посещает негритянские семьи. В 1942 году окончил семинарию со степенью бакалавра богословия, а в Пенсильванском университете получил степень магистра педагогических наук. Начал самостоятельно читать лекции по философии, греческой истории, истории африканцев. В феврале 1943 года получил степень магистра философии в Пенсильванском университете, начинал готовиться к экзаменам на степень доктора философии.
Однако тяжёлые условия жизни подорвали здоровье Квамы. Он был вынужден постоянно ездить из одного университета в другой, по ночам работал учётчиком на верфях. В итоге, он попал в больницу с тяжёлым воспалением лёгких. Оказавшись в критическом положении, он дал себе зарок вернуться на родину.
Принимал участие в создании Института африканских языков и культуры при Пенсильванском университете. Став членом студенческого братства «Фи-Бета-Сигма», участвовал в Движении отца Дивайна, который проповедовал идеи негритянского религиозного возрождения. Организатор Ассоциации студентов-африканцев США и Канады.
За время пребывания в США Кваме проникся идеями Маркуса Гарви. Особое впечатление на него произвела книга Гарви «Философия и взгляды Маркуса Гарви», выпущенная ещё в 1923 году. Вступил в обширную переписку с троцкистскими теоретиками Джеймсом Л. Р. Сирилом, Раей Дунаевской, Грейс Ли Боггс. Установил контакт с такими организациями как «Совет по африканским делам», «Африканский комитет», «Комитет войны и мира» и др. Кваме интересовали принципы работы подобных организаций, их эффективность. Именно в Соединённых Штатах у Кваме оформляются идеи о необходимости освобождения от колониального строя в Африке.
В 1945 году Кваме покинул Америку, получив при этом в родном университете титул «наиболее выдающегося преподавателя года».

### Годы в Лондоне

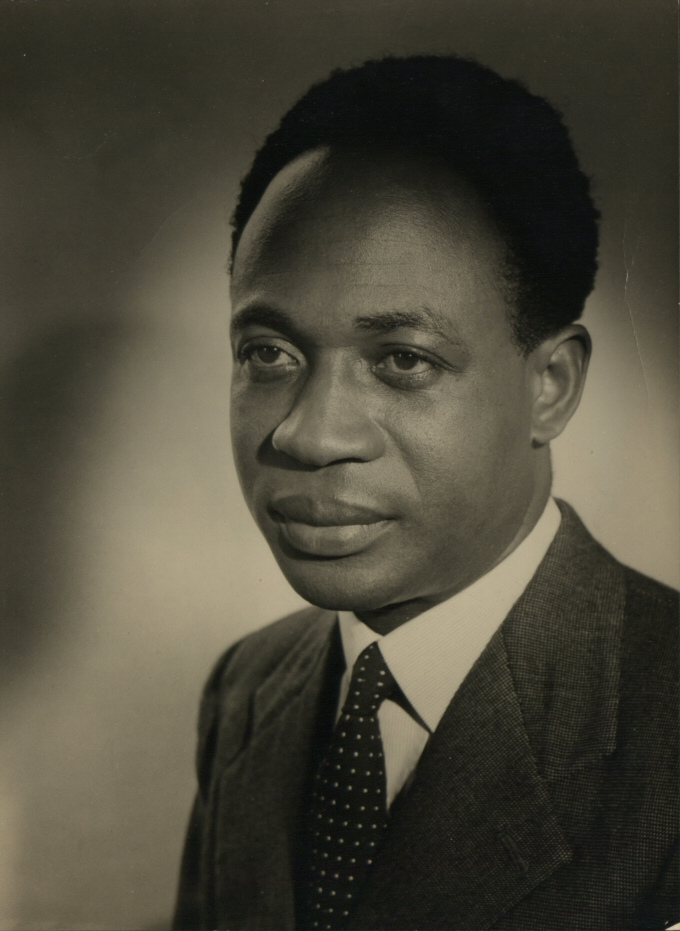

С июня 1945 по ноябрь 1947 года Кваме жил в Великобритании. Всё это время он снимал комнату на Бэрлроуд, 60. Целью переезда было изучение права и окончание докторской диссертации по философии. Кваме записался в юридическую школу при судебном инне Грейс-Инн, посещал Лондонскую школу экономики, где встретился с профессором Гарольдом Ласки, читавшим лекции по политической науке. Первоначально Кваме собирался провести исследовательскую работу в области этнофилософии, однако увлёкся новой в то время теорией познания. Ей он стал заниматься под руководством профессора Альфреда Джулса Айера.
Параллельно с учёбой Кваме активно участвовал в политической жизни. Сразу же после приезда он вступил в Союз студентов Западной Африки и скоро стал его вице-президентом. Под руководством Кваме Союз развился в весьма активную организацию, занимающуюся помощью приезжающим на обучение африканцам и ведущую пропагандистскую работу с целью улучшения условий жизни в Западной Африке.
Произошло знакомство Кваме с Джорджем Падмором. Совместно с ним, а также с Т. Р. Маконненом и Питером Генри Абрахамсом был подготовлен V Панафриканский конгресс, прошедший в Манчестере в октябре 1945 года. Абрахамс описал этот период в романе «Венок Майклу Удомо», прототипом главного героя стал Нкрума. Коллеги проделали огромную работу по организации мероприятия, на конгресс удалось собрать десятки человек со всего мира. Программой конгресса стал африканский национализм, были приняты две декларации, автором одной из которых, о политической свободе и экономическом прогрессе, был Кваме. После окончания конгресса был создан Рабочий комитет для осуществления принятой программы. Председателем комитета был выбран доктор Дюбуа, а Кваме назначен генеральным секретарём.
Вскоре был создан Западноафриканский национальный секретариат, которому предназначалась роль организаторского центра панафриканизма. Нкрума стал его секретарём. Программа Секретариата призывала «бороться за полное освобождение всей Западной Африки». Западная Африка, как наиболее развитый в экономическом и политическом отношении регион, должна была стать, по мысли Нкрумы, плацдармом для освобождения от колониализма остальной Африки. Организованный Падмором и Нкрумой «Кружок» задумывался как тайное общество для подготовки «революционного авангарда» в борьбе за создание «Союза Африканских Социалистических Республик». Национальный секретариат становится известен по всему миру, и Кваме решает выпускать газету — «New african», первый выпуск которой выходит в марте 1946 года.
Нкрума бросил диссертацию и изучение права, так как политическая жизнь поглотила его целиком. Национальный секретариат организовывал множество митингов и демонстраций, занимался проблемами африканских рабочих в Англии.
В это время на родине Квамы, в колонии Золотой Берег, Джозеф Данква создал Объединённый конвент Золотого Берега — политическую партию, поставившую себе целью достижение независимости страны. Однако у партии не получалось стать руководящей силой для народа. К тому времени деятельность Кваме была широко известна, и он получает приглашение занять пост генерального секретаря организации. Понимая, что этот шаг будет иметь огромное значение в его жизни, Кваме некоторое время колебался, считая, что конвент не подходит для реализации его замыслов. Однако на заседании Западноафриканского национального секретариата было принято решение принять предложение, и судьба Кваме была решена.
17 ноября 1947 года Кваме Нкрума покидает Лондон, чтобы возвратиться на родину.

### Возвращение на родину
В 1947 году вернулся в Золотой Берег — тогда был создан Объединённый конвент Золотого Берега (ОКЗБ), и он занял пост генерального секретаря. Однако в 1948 году произошёл разрыв Нкрумы с ОКЗБ. В 1949 году он основал Народную партию конвента (НПК) и выдвинул лозунг «Независимость немедленно!». Добиться поставленной цели предполагалось реализацией программы «позитивного действия», которая предусматривала «законное применение забастовок, бойкота и несотрудничества на основе принципа полного ненасилия, каким пользовался Ганди в Индии».
В 1948 и 1950 годах арестовывался за организацию забастовок и демонстраций, в 1950—1951 — в тюрьме.
В 1951 году состоялись первые выборы в Законодательное собрание, которые принесли победу НПК. В результате Нкрума уже на следующий день после выборов, 9 февраля 1951 года, был освобождён из тюрьмы. Его встречали как вождя. Толпа донесла его до машины на руках. В тот же день Нкрума заявил, что «не испытывает ни малейшей неприязни к Британии». Колониальные власти были приятно удивлены его миролюбивым тоном. На следующее утро Нкрума был приглашён в резиденцию губернатора, откуда вышел «главой теневого кабинета министров».
Два раза, в 1954 и 1956 годах, партия Нкрумы выигрывала всеобщие выборы в условиях жёсткой конкуренции, а подчас и террора со стороны противников, главным из которых был Кофи Бусиа. В ночь с 6 на 7 марта 1957 года Золотой Берег стал независимой Ганой, а Кваме Нкрума стал его первым премьер-министром.

### Во главе независимой Ганы

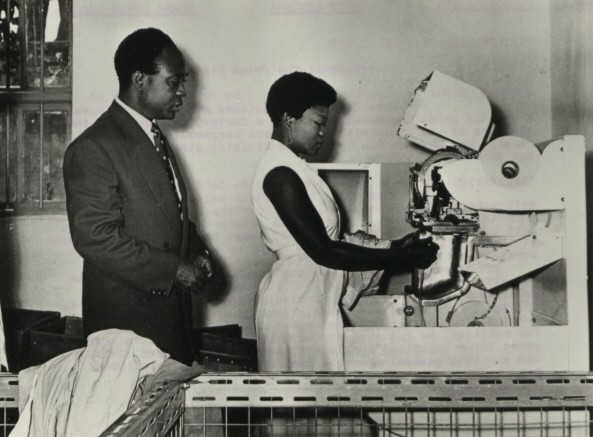
В должности премьер-министра

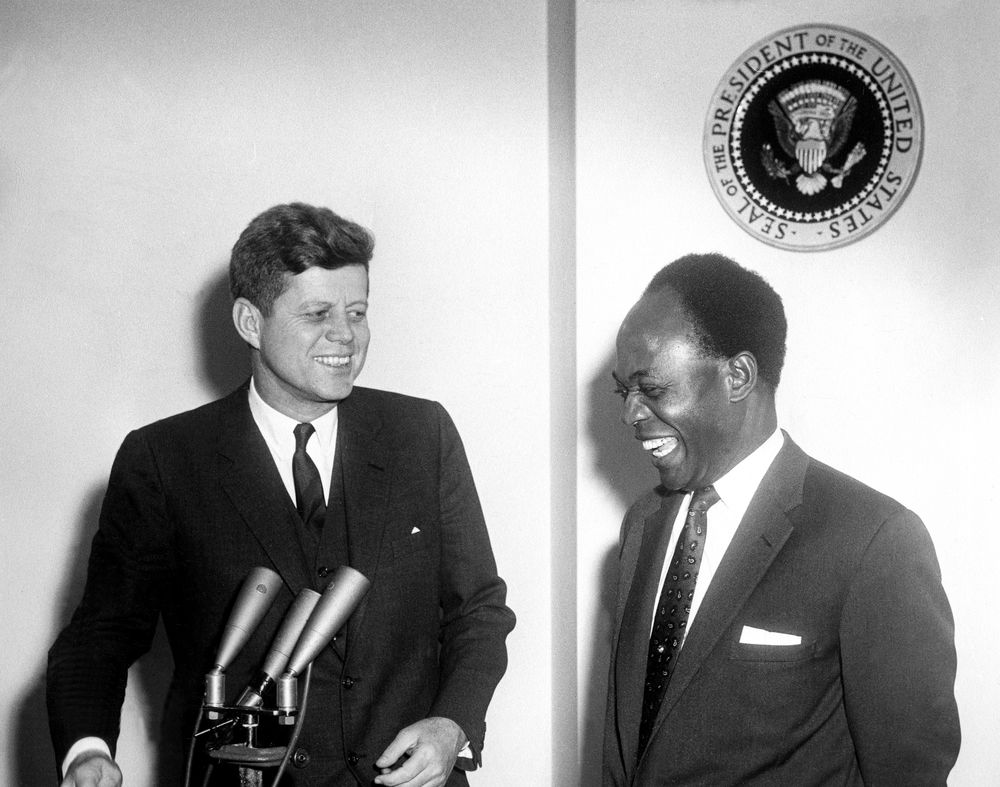
Встреча с президентом Джоном Кеннеди в 1961 году

6 марта 1957 года, после провозглашения независимости Ганы (так стал называться Золотой Берег) в составе Содружества, Нкрума стал премьер-министром. 1 июля 1960 года Гана стала республикой, а Нкрума после выборов — её президентом (должность премьер-министра была упразднена). В 1957—1958 и 1962—1963 он также занимал пост министра иностранных дел.
К моменту обретения независимости Гана обладала одной из самых развитых экономик в Тропической Африке: развитой товарный сектор (крупнейший в мире экспортёр какао-бобов, горнодобывающая промышленность), доход на душу населения на уровне Мексики, наиболее развитые системы образования и здравоохранения и солидным валютным запасом (200 млн ф. ст.). К негативным факторам относились: чувствительность к колебаниям мирового рынка, отсутствие обрабатывающей промышленности, слабая взаимосвязанность секторов экономики, ограниченные возможности государственного регулирования.
Российский историк-африканист С. В. Мазов так характеризует взгляды Нкрумы на пути преодоления отсталости Ганы: «Нкрума был одержим идеей ускоренного развития Ганы, а затем и всей Африки, верил, что Гана войдёт в число индустриально развитых стран при жизни одного поколения, хотел быстро перемахнуть этот и поныне не взятый Африкой барьер. Поначалу он рассчитывал, что экономический либерализм и западные инвестиции станут локомотивом форсированной индустриализации. Этого не произошло… Требовалась новая идеология и новый механизм развития. Нкрума нашёл их в социализме».
С 1961 года он — генеральный секретарь и пожизненный председатель НПК. В 1964 году была введена однопартийная система, а Нкрума — провозглашён пожизненным президентом Ганы. Превращение Ганы в однопартийное государство вылилось в создание авторитарного вождистского режима, который практически не был связан с массами.
Вечером 1 августа 1962 года на Кваме Нкруму, который возвращался в Аккру со встречи с президентом Верхней Вольты Морисом Ямеого, было совершено покушение. В деревне Кулунгугу (Северная Гана) во время его встречи с группой школьников была взорвана бомба, спрятанная в букете цветов. Один школьник погиб, 56 учеников и людей из окружения президента получили ранения, но сам Кваме Нкрума не пострадал. В организации покушении были обвинены министр иностранных дел Ганы Эбенезер Ако-Аджей, министр информации Тавиа Адамафио, исполнительный секретарь Народной партии конвента Кофи Краббе, а также Джозеф Яау Ману и Роберт Бенджамин Очере. В дальнейшем они были приговорены к различным срокам тюремного заключения.
Были провозглашены социалистическая ориентация, курс на модернизацию экономики путём развития преимущественно государственного сектора. В государственную собственность перешли торговый флот, связь, гражданская авиация, большинство западных горнорудных компаний, часть крупных торговых фирм. Была введена монополия внешней торговли, созданы крупные государственные банки. Форсированными темпами создавались сельскохозяйственные кооперативы и госхозы.
Результатом подобной политики стала убыточность госпредприятий, провал насаждаемой сверху кооперации крестьянства, огромные затраты на сооружение престижных объектов, дефицит товаров, повышение цен и налогов. У многих ганцев социализм стал ассоциироваться с лишениями, невыполненными обещаниями власти, отсутствием гражданских свобод. Одним из немногих успешных проектов был гидроэнергетический комплекс на Вольте, который вступил в строй в 1965 году. Однако Нкруме не удалось добиться от западных инвесторов, чтобы алюминиевый завод работал на ганском глинозёме, хотя залежи бокситов для его производства находились недалеко от плотины. Бокситы приходилось ввозить из-за границы и платить за них твёрдой валютой.
Нкрума, будучи лидером панафриканизма, предоставлял помощь национальным движениям других африканских стран. На территории Ганы проходили боевую и политическую подготовку борцы за свободу многих африканских колоний. Нкрума выдвинул идею создания «Соединённых Штатов Африки», которые должны были стать радикальным средством деколонизации. По его инициативе в мае 1959 года был создан союз Гана-Гвинея как «ядро Союза африканских государств». В 1960 году к Гане и Гвинее присоединилось Мали. Нкрума стал одним из инициаторов образования Организации африканского единства (ОАЕ).
Ошибки в экономической политике и снижение мировых цен на какао-бобы (которые были основной экспортной культурой Ганы) привели страну к финансово-экономическому кризису. 24 февраля 1966 года, во время визита Нкрумы в Пекин, в результате военного переворота он был смещён. Лозунгом переворота было: «Против авторитарного режима — за демократическое правление». На деле же свержение Нкрумы повлекло за собой череду военных переворотов и новых диктаторских режимов. Одним из результатов переворота стал отказ от социалистической ориентации Ганы.

### Изгнание
После переворота Нкрума больше уже никогда не возвращался в Гану. Он попросил политического убежища в Гвинее, где и остался по приглашению её пожизненного президента Ахмеда Секу Туре; был провозглашён вице-президентом. В последние годы жизни много времени отдавал теоретической деятельности, опубликовал несколько книг, где пытался указать пути решения проблем, испытываемых Африкой того времени.
Жил в Конакри. В августе 1971 года вылетел на лечение в Бухарест, где умер от рака кожи 27 апреля 1972 года. Похоронен в родной деревне; позже останки были перенесены в столицу страны Аккру, где ему был воздвигнут памятник, мавзолей и обустроен мемориальный парк.

## Политические и философские взгляды
Нкрума называл себя одновременно христианином, не принадлежащим к какой-либо определённой церкви, по вероисповеданию — и социалистом-марксистом по политико-философскому мировоззрению; при этом он переосмысливал и христианство, и марксизм, и социализм для целей и задач национально-освободительного движения. Идеолог панафриканизма. Сторонник идей африканского единства и «особого пути» Африки, он был противником негритюда, в котором не принимал «негритянский национализм», считая необходимым заменить его «африканским национализмом».
Свою систему взглядов называл коншиенсизм (англ. consciencism, «философия сознательности» — производное от англ. conscience — совесть, сознание, сознательность), истоками которого считал рационалистическую версию европейской философии и «научный социализм» К. Маркса. Нкрума следующим образом определял «коншиенсизм»: «Карта, где в мыслительных категориях показана расстановка сил, которая позволит африканскому обществу усвоить западные, исламские и евро-христианские элементы и усовершенствовать их таким образом, чтобы они соответствовали африканской личности. Африканская же личность — это средоточие гуманистических принципов, на которых строилось традиционное африканское общество».
Из современных Нкрума интеллектуалов наиболее значительное влияние на него оказали Маркус Гарви, У. Э. Б. Дюбуа (которого попросил возобновить работу над «Африканой») и Джордж Падмор (который в 1957—1959 был у него советником).
С самого начала Нкрума был убеждён, что цель национально-освободительного движения не сводится только к завоеванию независимости, что она предусматривает установление демократического строя и повышение благосостояния народа на основе социализма. Правда, представления о социализме у него тогда не связывались с классовой борьбой, существование которой внутри африканских обществ он поначалу вообще не признавал. Вместе с тем Нкрума утверждал, что настоящая национальная независимость в экономике и политике требует продолжения борьбы с империалистической эксплуатацией и обуздания эгоистических устремлений буржуазных элементов. Эта борьба, в свою очередь, требует объединения революционных сил всего континента. В «Философии сознания» (1964) Нкрума писал о конфликте «позитивного и негативного действия», то есть о противоборстве сил прогресса, стремящихся установить социальную справедливость и отменить олигархическую эксплуатацию, и реакционных сил, пытающихся продолжить своё колониальное господство.

Кваме Нкрума на советской почтовой марке (1989)

Империализм Нкрума считал самой большой опасностью для народов Африки. В своей книге «Неоколониализм, как последняя стадия империализма» (1965) он проанализировал такие методы восстановления империалистических господство в форме неоколониализма, как навязывание «оборонительных» соглашений и открытие военных баз, поддержка марионеточных правительств, экономический контроль посредством финансовой и технической «помощи» и займов, неравноправные условия торговли и удушение местного хозяйства международными корпорациями, проникновение в общество путём насаждения местной буржуазии, идеологическая пропаганда и тому подобное.
Политическое поражение 1966 заставила Нкрума заняться «переоценкой ценностей». Поэтому для поздних работ, написанных в изгнании в Гвинее характерно влияние ортодоксального марксизма. Нкрума признаёт в них классовую борьбу в африканском обществе, исторически прогрессивное значение колониализма. Нкрума заговорил о социалистической революции во всей Африке посредством вооружённой борьбы. В «Руководстве по революционной войне» (1968) африканская революция рассматривалась как составляющая мировой революции, проводить её должна «Всеафриканская народно-революционная армия», выступающая под лозунгами национализма, панафриканизма и социализма.
В «Классовой борьбе в Африке» (1970) Нкрума несколько видоизменил свою платформу, заменив «национализм» «завоеванием настоящей национальной независимости». Согласно Нкруме, «только крестьянство и пролетариат способны полностью поддерживать последовательную политику социализма», а вся африканская буржуазия является контрреволюционной силой, окончательно связавшей свою судьбу с международным монополистическим капиталом. Нкрума выступил против союза не только с ней, но и с мелкой буржуазией, таким образом отказавшись от тактики единого антиимпериалистического фронта, которую он пропагандировал в начале 1960-х.

## Киновоплощения
- Дэнни Сапани (сериал «Корона», Великобритания—США, 2 сезон, 2017)

## Премии и почётные звания
- Международная Ленинская премия «За укрепление мира между народами» (1962)
- Почётный доктор ряда университетов: Московского, Каирского, Краковского и др.